# Víctor Font Gual
Víctor Font Gual – miejscowość w Hiszpanii, w Katalonii, w prowincji Barcelona, w comarce Maresme, w gminie Teià.
Według danych INE z 2004 roku miejscowość zamieszkiwały 42 osoby.